# Mafiosa (chanson)
Singles de Lartiste
Vai et viens
(201) GB
(2018)
Mafiosa est un single musical du rappeur Lartiste avec la chanteuse brésilienne Caroliina, extrait de l'album Grandestino. Il se classe numéro 1 du classement mégafusion (ventes + streaming).

## Accueil critique
Pour Julien Gonçalves, de Charts in France, Lartiste et Caroliina emmènent l'auditeur « dans un univers inédit » qui « insuffle une bonne humeur et une sensualité propres à la culture brésilienne ». Le critique loue le refrain « incendiaire » et l'« histoire d'amour à cent à l'heure en mode Bonnie et Clyde ».

## Classements

### Classements hebdomadaire
| Classement (2018)                       | Meilleure position |
| --------------------------------------- | ------------------ |
| Belgique (Wallonie Ultratop 50 Singles) | 6                  |
| France (SNEP)                           | 2                  |
| France (SNEP Megafusion)                | 1                  |
| Suisse (Schweizer Hitparade)            | 48                 |
| Portugal (AFP)                          | 1                  |

### Classement de l'année
Le single Mafiosa a été la chanson la plus écoutée sur les plateformes de streaming en 2018 en France. De même, c'était le cinquième single le plus vendu de l'année avec 33 700 exemplaires. Finalement, dans le classement fusionné, le titre a été le plus vendu durant l'année 2018.
| Pays          | Type de classement              | Position (2018) |
| ------------- | ------------------------------- | --------------- |
| France (SNEP) | Mégafusion (Ventes + Streaming) | 1               |
| France (SNEP) | Streaming                       | 1               |
| France (SNEP) | Ventes                          | 5               |

## Certification
| Pays   | Organisme | Certification | Seuil                            |
| ------ | --------- | ------------- | -------------------------------- |
| France | SNEP      | Diamant       | 50 millions d'équivalent streams |